# Репати триок
Репати триок (Dactylopsila megalura) је врста сисара торбара из породице торбарских летећих веверица (Petauridae).

## Распрострањење
Врста има станиште Западној Новој Гвинеји (Индонезија) и Папуи Новој Гвинеји.

## Станиште
Станиште врсте су суптропске или тропске шуме од 1.000 до 2.300 метара надморске висине. Врста је присутна на подручју острва Нова Гвинеја.

## Угроженост
Ова врста је наведена као последња брига, јер има широко распрострањење и честа је врста.